# Aplidium effrenatum
Aplidium effrenatum är en sjöpungsart som först beskrevs av William Abbott Herdman 1886.  Aplidium effrenatum ingår i släktet Aplidium och familjen klumpsjöpungar. Inga underarter finns listade i Catalogue of Life.